# Ю Чхан Сун
Ю Чхан Сун (кор. 유창순?, 劉彰順?; 6 августа 1918, Анджу, Хэйан-нандо, Японская Корея — 2 июня 2010) — премьер-министр Южной Кореи (январь-июнь 1982).

## Биография
Являлся руководителем Банка Кореи, в 1981 г. возглавлял ассоциацию международной торговли Кореи, сыграв важную роль в выигрыше Сеулом возможности провести Олимпийские игры 1988 г.
В 1982 г. — министр торговли и премьер-министр Южной Кореи.
Также возглавлял американо-корейский комитет по экономическому сотрудничеству и Национальное общество Красного Креста.